# Sydney
För andra betydelser, se Sydney (olika betydelser).

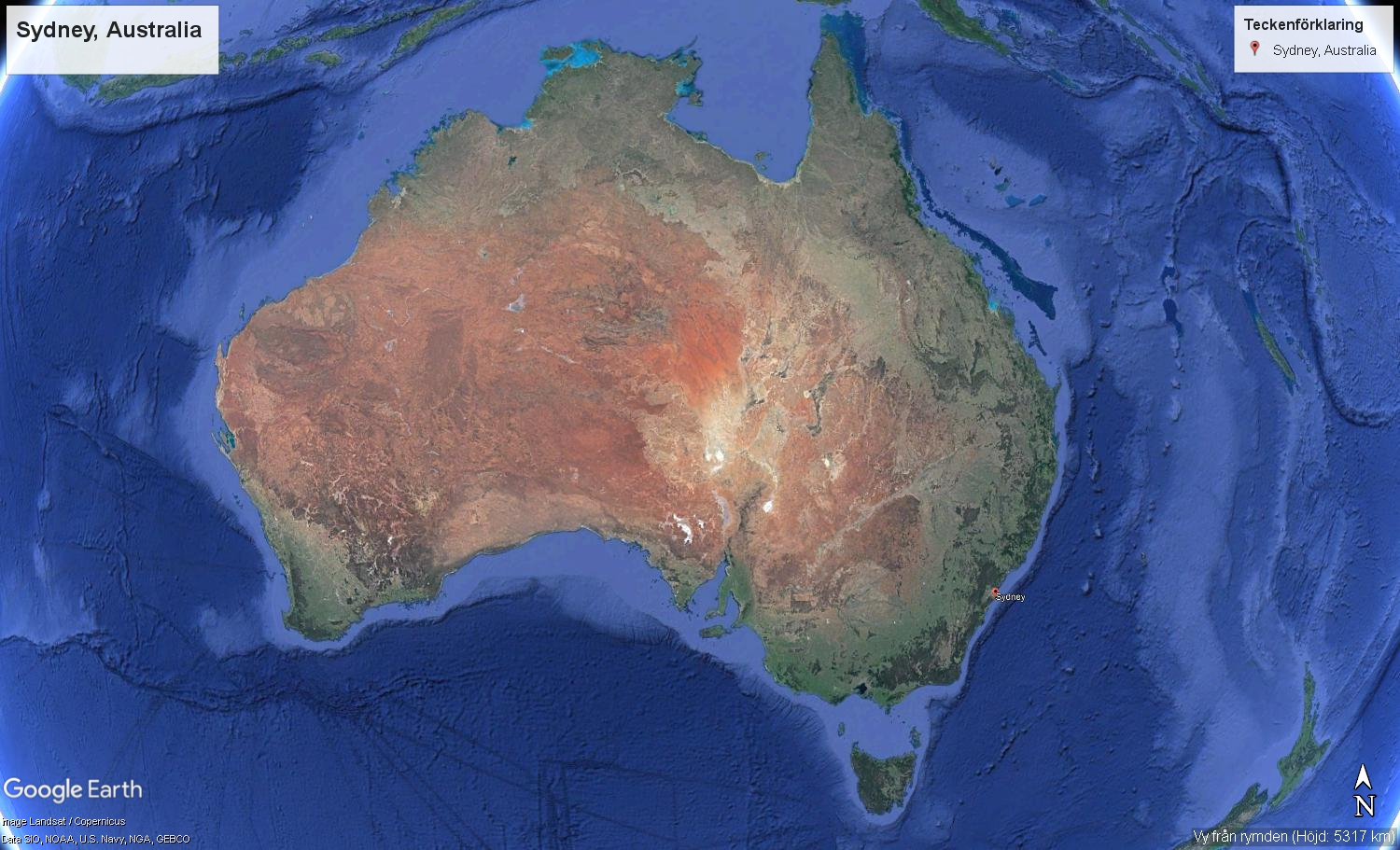
Australien från rymden.

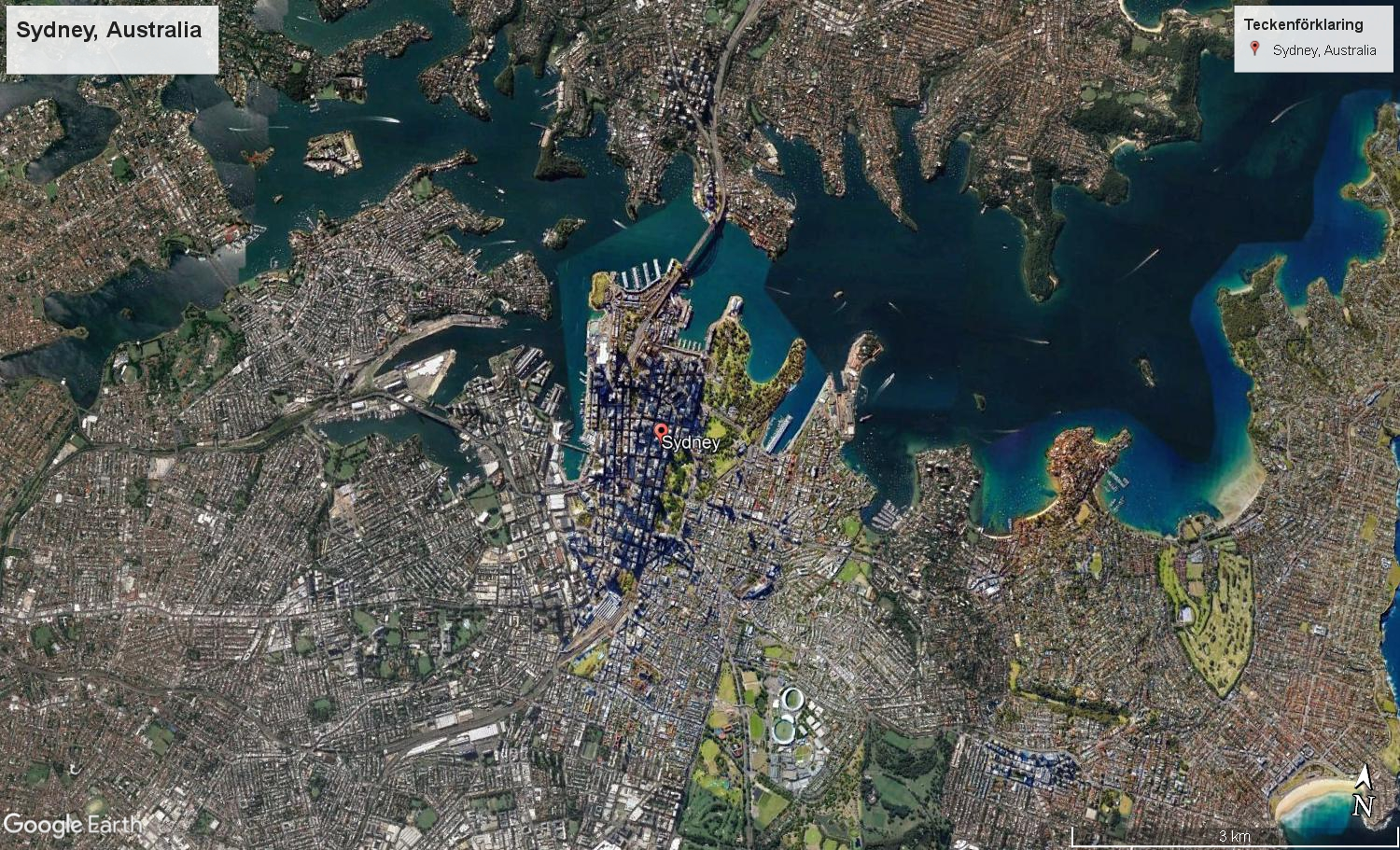
Sydney, Australien från rymden.

Sydney (uttal: [/ˈsɪd.niː/]) är huvudstaden i delstaten New South Wales och den mest folkrika staden i Australien. Den ligger på Australiens sydöstra kust vid Tasmanhavet. I juni 2021 hade storstadsområdet en ungefärlig befolkning på 5,2 miljoner invånare. Invånare i Sydney kallas Sydneysiders och innefattar en kosmopolitisk och internationell befolkning.
Platsen för den första brittiska kolonin i Australien, Sydney, grundades 1788 i Sydney Cove av Arthur Phillip, kommendör i First Fleet, som en straffkoloni. Staden är byggd på kullarna som omger Port Jackson, som är allmänt känd som Sydney Harbour, där det berömda Operahuset i Sydney och Sydney Harbour Bridge är framträdande. Sydneyregionens inland är omgivet av nationalparker och kustregionerna har många vikar, floder och stränder, inklusive de berömda Bondi Beach och Manly Beach. Inom staden finns många kända parker, bland annat Hyde Park och Royal Botanic Garden.
Sydney rankas ofta högt i olika rankingar av världsstäder. Staden har varit värd för stora internationella idrottsevenemang, inklusive Brittiska imperiespelen 1938 och Olympiska sommarspelen 2000. Den huvudsakliga flygplatsen som betjänar Sydney är Sydney Airport, och den största hamnen i staden är Sydney Harbour.

## Historik
Datering med C14-metoden tyder på att Sydneyregionen beboddes av infödda australier för minst 30 000 år sedan. De traditionella inhemska invånarna i Sydney Cove var cadigalfolket, vars land en gång sträckte sig från söder om Port Jackson till Petersham. Uppskattningar om invånarantalet före ankomsten av First Fleet 1788 förblir omtvistat, cirka 4 000-8 000 aboriginer levde i Sydneyregionen före kontakten med brittiska nybyggare. Britterna kallade ursprungsbefolkningen "Eora", eftersom då de frågades var de kom ifrån, svarade dessa människor: "Eora", som betyder "här", eller "från denna plats" på deras språk. Det fanns tre språkgrupper i Sydneyregionen, som delades in i dialekter som talades av mindre klaner. De viktigaste språken darug (cadigalfolket, de ursprungliga invånarna i staden Sydney, talade en kustnära dialekt av darug), dharawal och guringai. Varje klan hade ett territorium. Territoriets läge bestämdes av de tillgängliga resurserna. Även om urbaniseringen har förstört mycket bevis för dessa bosättningar som kökkenmöddingar, ett antal hällristningar, sniderier och grottmålningar förblir synliga i Hawkesburysandsten i Sydney Basin.

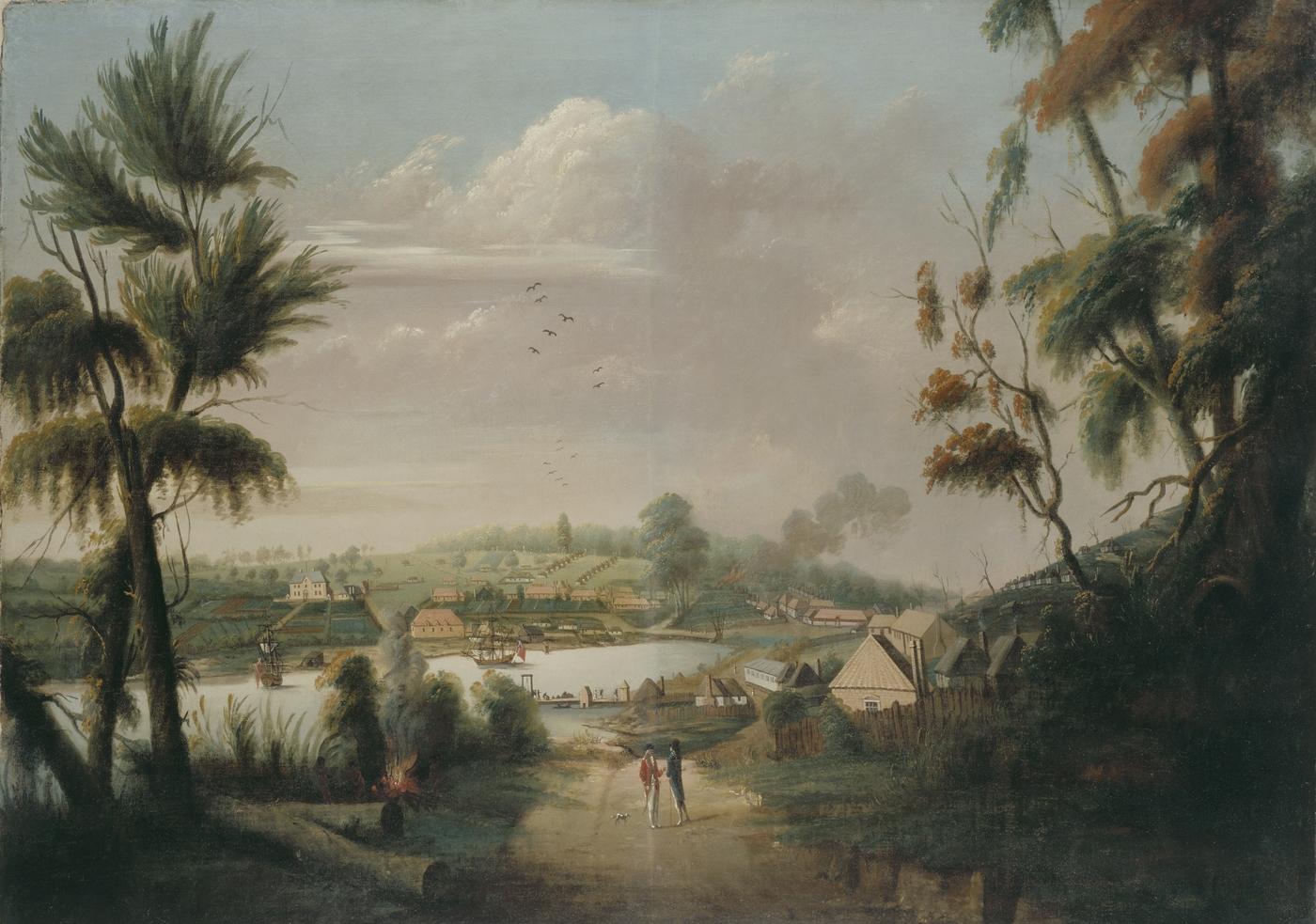
A Direct North General View of Sydney Cove, målad av straffången och konstnären Thomas Watling 1794.

År 1770 landsteg den brittiska sjökapten löjtnant James Cook i Botany Bay på Kurnellhalvön. Det är här som Cook gjorde den första kontakten med ett aboriginskt samhälle som kallades Gweagal. Med i Cooks besättning fanns den svenske botanikern Daniel Solander vars upptäckter gav Botany Bay dess namn. Enligt anvisning från den brittiska regeringen grundades en straffkoloni av Arthur Phillip, som anlände till Botany Bay med en flotta på 11 skepp den 18 januari 1788. Denna plats beslutades snart som olämplig för bebyggelse på grund av dålig jord och brist på tillförlitligt färskvatten. Phillip grundade därefter kolonin vid ett inlopp längre upp längs kusten, vid Sydney Cove på Port Jackson den 26 januari 1788. Den officiella kungörelsen av grundandet och namngivning av Sydney skedde nästan två veckor senare, den 7 februari 1788. Det ursprungliga namnet var avsett att vara Albion, men Phillip namngav bosättningen efter den brittiske inrikesministern, Thomas Townshend, Lord Sydney, som ett erkännande av Sydneys roll i utfärdandet av stadgan som bemyndigade Phillip att etablera kolonin.
I april 1789 spreds en katastrofal epidemi, som nu tros ha varit smittkoppor, via Eorafolket och omgivande folkgrupper, med resultatet att de lokala aboriginerna dog i tusental, och kroppar kunde ofta ses guppande i vattnet i Sydney Harbour. Orsaken till epidemin har alltid varit en fråga om spekulation och kontroverser, där britternas inflyttning är bland de mest sannolika förklaringarna. Under alla omständigheter var resultaten katastrofala för Eorafolket och deras anhöriga, och under det tidiga 1800-talet hade den aboriginska befolkningen i Sydney Basin "reducerats till endast 10 procent enligt uppskattningarna 1788", eller uppskattningsvis mellan 500 och 1000 aboriginer mellan Broken Bay och Botany Bay.
Under guvernör Lachlan Macquarie (1810–1821) utökades Sydney från att enbart vara ett fångläger genom att det byggdes vägar, broar, hamnanläggningar, kyrkor och offentliga byggnader. Brittiska och irländska straffångar utnyttjades som arbetskraft. Under 1830- och 1840-talen växte staden snabbt genom invandring från Storbritannien och Irland, och de första förorterna anlades. År 1842 blev Sydney officiellt stad, den första i Australien, och Charles H. Chambers blev den första borgmästaren.

## Geografi
Sydney ligger i en kustsänka som gränsar till Stilla Havet i öster, Greater Blue Mountains i väster, Hawkesbury River i norr och Woronoraplatån i söder. Sydney ligger på en nedsjunken kustlinje, där havsnivån har stigit till floddalgångar utskurna i sandsten. En av dessa översvämmade dalgångar, Port Jackson, mer känd som Sydney Harbour, är den största naturliga hamnen i världen. Det finns mer än 70 naturliga hamnar och havsstränder, inkluderat den kända Bondi Beach. Den del av Sydney som utgörs av stad täckte 1687 km² år 2001. Sydneys statistiska del, som används för befolkningmätningar, är det inofficiella stadsområdet  och täcker 12145 km². Detta område inkluderar Central Coast och Greater Blue Mountains.
Geografiskt sträcker sig Sydney över två större regioner: Cumberlandslätten, en relativt platt region söder och väster om hamnen, och Hornsbyplatån, en sandstensplatå belägen norr om hamnen, genomskuren av branta dalgångar. De äldsta delarna av staden ligger i de flacka områdena söder om hamnen; North Shore i norr utvecklades långsammare på grund av den kuperade topografin.

### Klimat
Klimatet i staden är fuktigt och subtropiskt.

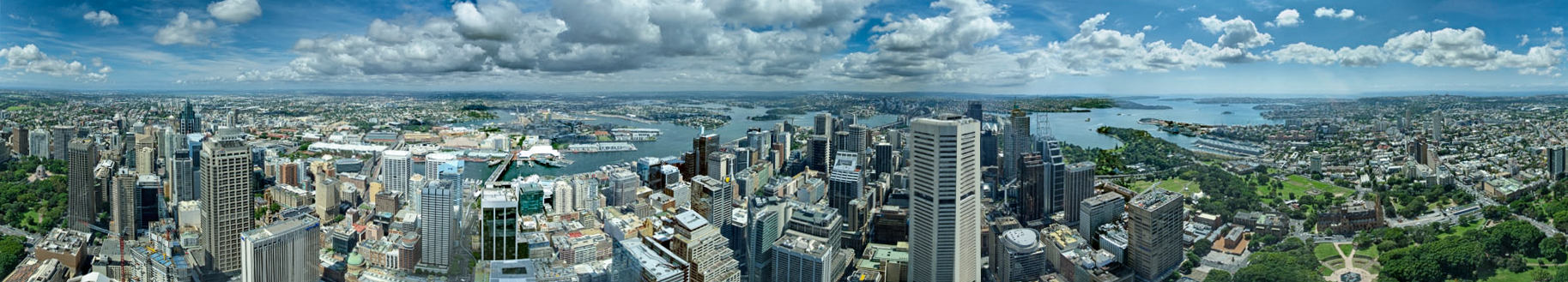
Sydney från Sydney Tower.

|                                            | Jan | Feb | Mar | Apr | Maj | Jun | Jul | Aug | Sep | Okt | Nov | Dec |
| ------------------------------------------ | --- | --- | --- | --- | --- | --- | --- | --- | --- | --- | --- | --- |
| Normaldygnets maximitemperaturs medelvärde | 26  | 26  | 25  | 22  | 20  | 17  | 16  | 17  | 20  | 22  | 23  | 25  |
| Normaldygnets minimitemperaturs medelvärde | 18  | 18  | 17  | 13  | 10  | 8   | 6   | 7   | 10  | 12  | 15  | 17  |
|                                            |     |     |     |     |     |     |     |     |     |     |     |     |
| Nederbörd                                  | 102 | 114 | 132 | 107 | 99  | 132 | 64  | 81  | 56  | 79  | 86  | 79  |

| Diagram | temperaturer i °C • månadsnederbörd i mm | temperaturer i °C • månadsnederbörd i mm | temperaturer i °C • månadsnederbörd i mm | temperaturer i °C • månadsnederbörd i mm | temperaturer i °C • månadsnederbörd i mm | temperaturer i °C • månadsnederbörd i mm | temperaturer i °C • månadsnederbörd i mm | temperaturer i °C • månadsnederbörd i mm | temperaturer i °C • månadsnederbörd i mm | temperaturer i °C • månadsnederbörd i mm | temperaturer i °C • månadsnederbörd i mm | temperaturer i °C • månadsnederbörd i mm |
|         | 102 26 18                                | 114 26 18                                | 132 25 17                                | 107 22 13                                | 99 20 10                                 | 132 17 8                                 | 64 16 6                                  | 81 17 7                                  | 56 20 10                                 | 79 22 12                                 | 86 23 15                                 | 79 25 17                                 |

### Stadsdelar
Det mångkulturella Sydney har en rad stadsdelar, alla med sin egen inriktning och specialitet. Här följer en översikt över några av dem:

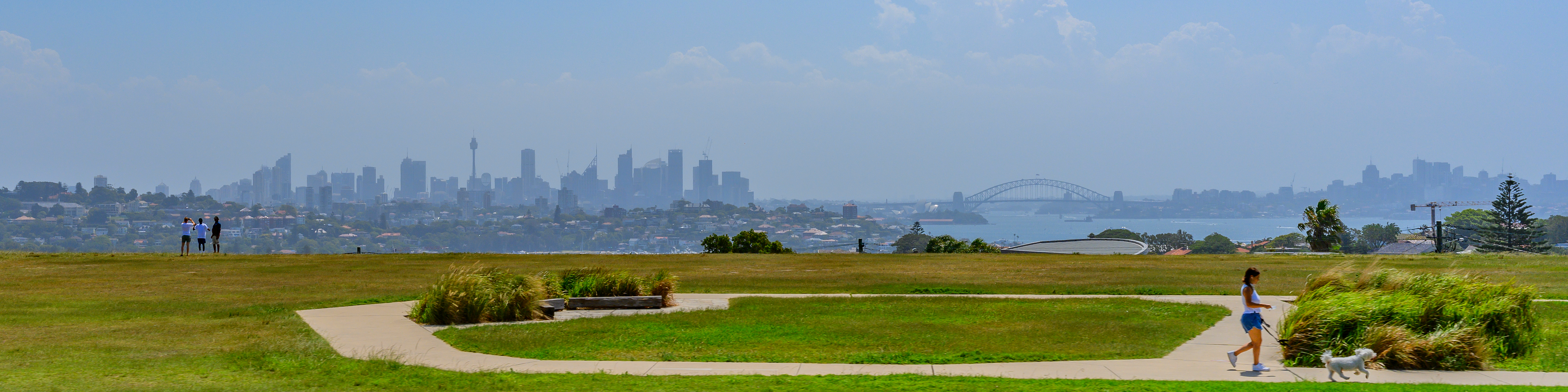
Sydney downtown på avstånd.

- Central business district, CBD, är Sydneys hjärta, här finns större köpcentrum, hotell och andra nöjesmötesplatser. Som namnet antyder hyser CBD också en rad av Sydneys viktigaste finansiella affärsinstitutioner. Stadsdelens byggnader reflekterar också en stor del av Sydneys kommersiella historia med allt från vördnadsbjudande banker till ultramoderna skyskrapor. Här finns också några av Sydneys äldsta byggnader, till exempel 1819 års Hyde Park Barracks och St James Church från 1822.

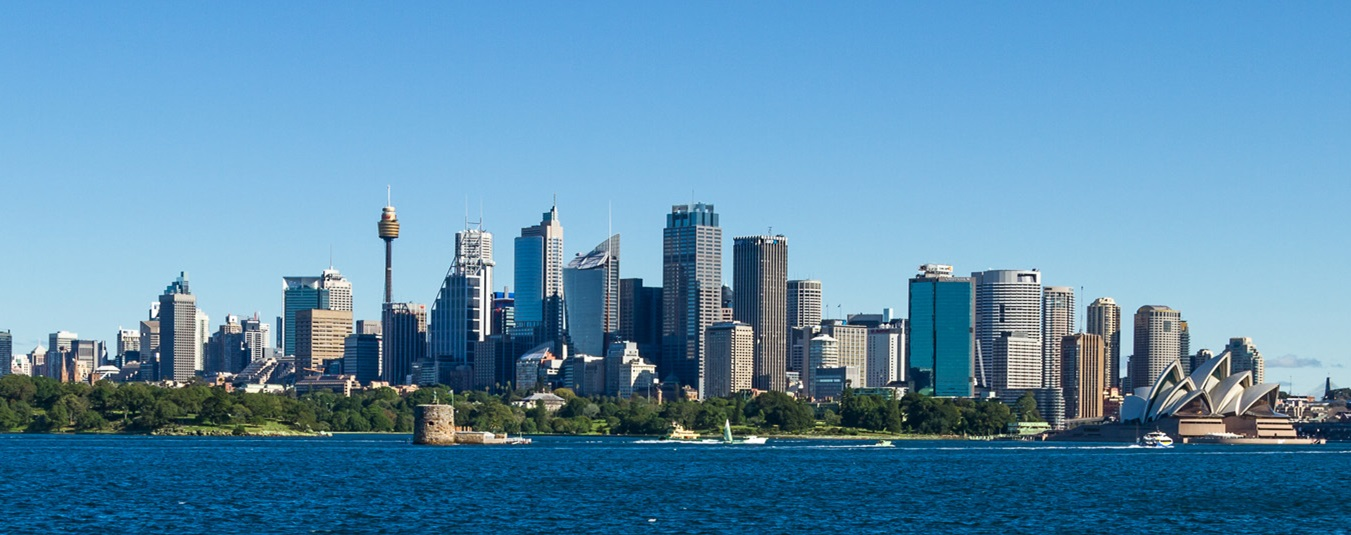
Sydney central business district.

- Chinatown, här slog sig Sydneys ursprungliga kinesiska befolkning ned i början av 1900-talet. Många av dem var grönsaksodlare och handelsmän, och inom kort hade en rad affärer och restauranger öppnat, särskilt i centrum av Chinatown - Dixon Street. Idag kan man här besöka "Paddy's Market", en jättelik inomhusmarknad med krimskrams, souvenirer och matvaror.
- Kings Cross med omnejd var ursprungligen en plats där de rika lät bygga sina hus och därför finns det här många fina och ståtliga hus. Idag är Kings Cross, tillsammans med närliggande Potts Point och Elizabeth Bay, Australiens mest tätbefolkade område. Det är känt för sitt rika nattliv och restaurangområde, därför är Kings Cross en naturlig magnet för turister. En del synlig prostitution förekommer också i området.
- Darling Harbour var ett av Sydneys största industriområden. Här fanns hamn, järnvägsstation och en internationell sjötransportsterminal. Området förföll dock en aning men fräschades upp 1988 av staten och idag finns här en mängd parker, museum, shoppingcentrum och restauranger.
- Pyrmont-Ultimo-halvön var en gång i tiden en vital del i stadens sjötrafik, här fanns varv och annan båtindustri, fabriker och ullförsäljning. När industrin försvann så förföll Pyrmont, likt Darling Harbour, och folkmängden minskade drastiskt. Men på senare år har nya inflyttningar till området börjat ske, då främst kontorsarbetare.

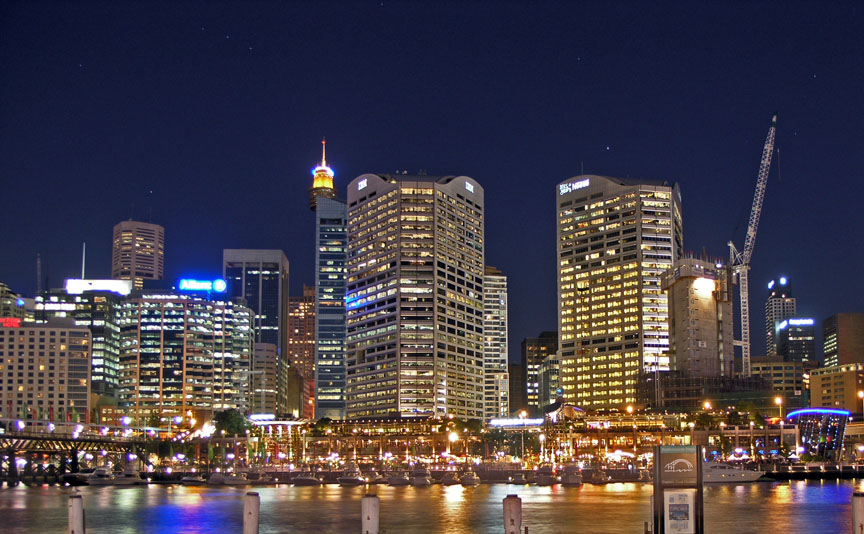
Darling Harbour.

- Darlinghurst eller "Darlo" fick sitt namn från NSW-guvernören Ralph Darling. Den mångkulturella stadsdelen är idag mest känt som centrum för Sydneys homosexuella befolkning och för Sydney Gay & Lesbian Mardi Gras. Förr däremot var Darlinghurst främst berömt för sitt fängelse som idag är National Art School, och även för Darlinghurst Court House som byggdes 1835.
- Glebe är ett område i nordvästra Sydney. Den södra delen av Glebe, Glebe Point, blev populärt i början av 1800-talet medan den södra delen av Glebe blev ett område för arbetarklassen. Idag är området ett av Sydneys mest populära, både för studenter, kringresande och stadens äldre invånare. Förutom områdets många affärer, gallerier och restauranger så ståtar området med en mängd vattennära parker och en samling historiska arbetarbostäder och herrgårdar.
- Surry Hills låg i början av 1800-talet i Sydneys utkant, det var därför en ideal plats för en herrgård, men området förföll under årens lopp till ett slumområde med bordeller och ökända gäng. Dagens Surry Hills däremot är helt annorlunda, idag är området, likt angränsande Strawberry Hills, mer känt för sina konstgallerier, antikhandlare, kaféer, pubar och klädmarknader.

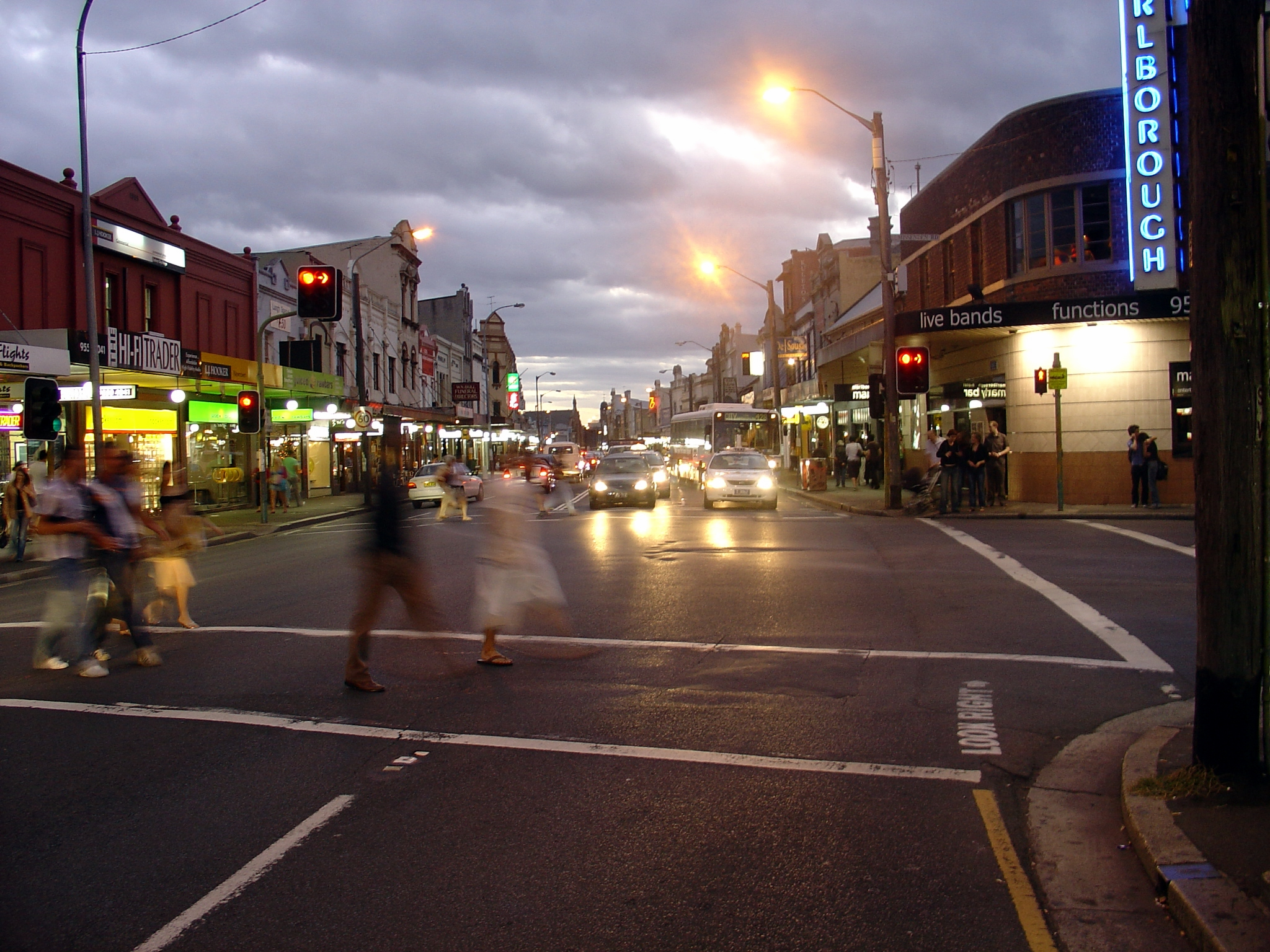
King Street i Newtown.

- The Rocks, tillsammans med Dawes och Millers Points bildar Sydneys första bostadsområde, det var här straffångarnas tält restes 1788. Trots att många generationer har kommit och gått så går det fortfarande att hitta spår från fånglägren - pubar, kyrkor, arkeologiska utgrävningar och bostäder minner alla om den tid som var. Stadens äldsta byggnad, Cadman’s Cottage (1816) ligger också i området.
- Newtown, beläget i västra Sydney, är historiskt sett berömt för att ha invigt den första shoppinggatan utanför centrala Sydney, King Street. Gatan är fortfarande en av de större platserna för shopping och mat med hundratals affärer, restauranger och caféer. Newtown har länge varit ett etniskt blandat område, liksom grannstadsdelarna MacDonaldtown, Golden Grove, Camperdown, Alexandria, St Peters, Eveleigh och Erskineville.
- Paddington är en av stadens modernaste områden, det är välkänt för sina många modeaffärer, restauranger samt marknader. Paddington beskrivs ofta som "en shoppares Mecka". Den första bebyggelsen i området har historia från 1840-talet, då de första stugorna byggdes vid Victoria Barracks Army Base.
- Redfern och Waterloo-området har sedan länge varit betydelsefullt för industrin, men ursprungligen fanns det i stort sett inget förutom träsk och sanddyner. Området ligger precis i centrum av det ursprungliga Sydney och här finns det idag en stor mängd magasin och företagscentrum och då främst vid Cleveland Street och närliggande Green Square, Zetland, Beaconsfield och Rosebery.

### Befolkningstäthet

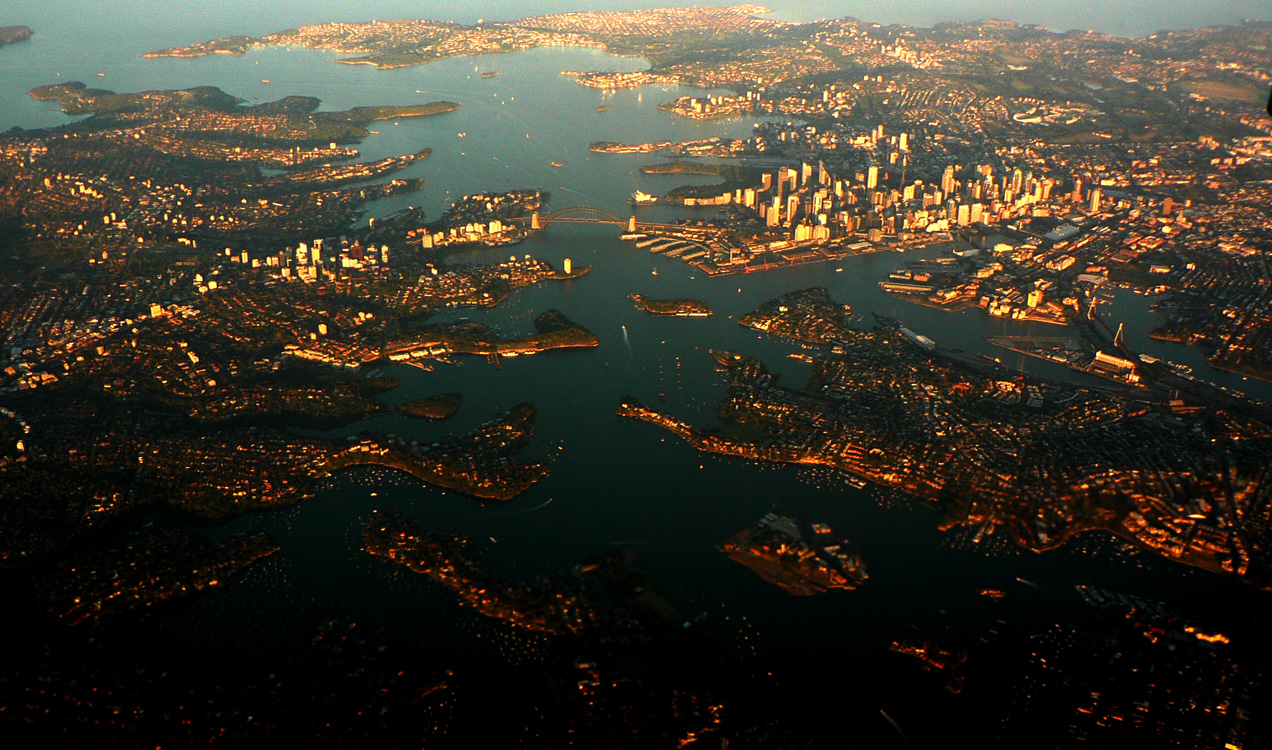
Sydney från luften.

Sydneys befolkningstäthet är förhållandevis låg. Orsakerna till det ligger i stadens historia. Sydney ligger i ett område vars omnejd betraktades som ingenmansland av nybyggarna. Därför var också priserna på mark i området väldigt låga, vilket gjorde det enklare för stadens invånare att få stora markområden att leva på till väldigt låga priser. Detta förstärktes än mer av Sydneys utveckling mot att bli en medelklass- och handelsstad där även arbetarklassen tjänade mer än sina europeiska motsvarigheter, långt ut i stadens yttre regioner. I andra städer var man tvungen att ha gångavstånd mellan bostadsområdena och arbetsplatserna, vilket hindrade utspridning av invånarna.
Den historiska aspekten och de gångna regeringarnas vilja att sälja ut än mer land i stadens utkanter har lett till en självbild av en stad med låg befolkningstäthet. Därför finns det idag en ingrodd fientlighet mot tätare boformer hos många av stadens invånare, vilket kommer att bli en stor utmaning i stadens utveckling och växande.

### Stränder

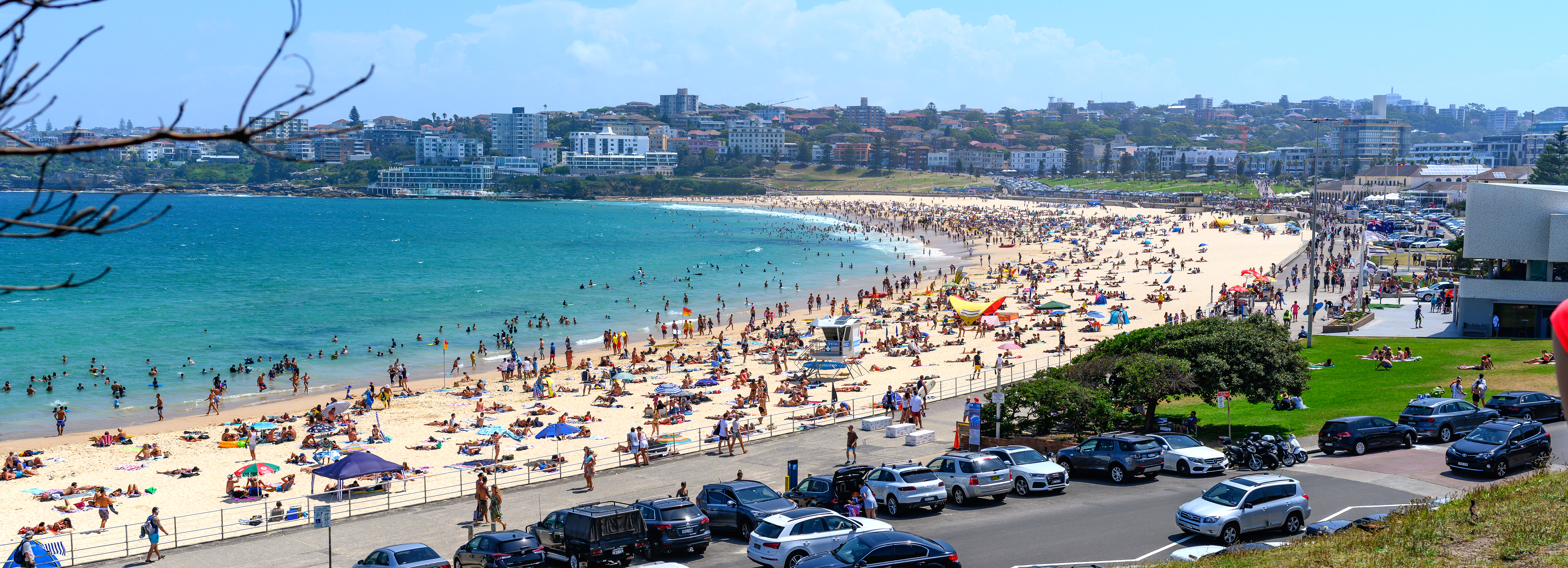
Bondi Beach.

Sydney har många populära stränder. På kusten söder om Harbour Bridge ligger stränder som Bondi Beach, Coogee Beach och Cronulla Beach. På The North Shore ligger bland annat de populära stränderna Manly Beach och Palm Beach.

## Demografi

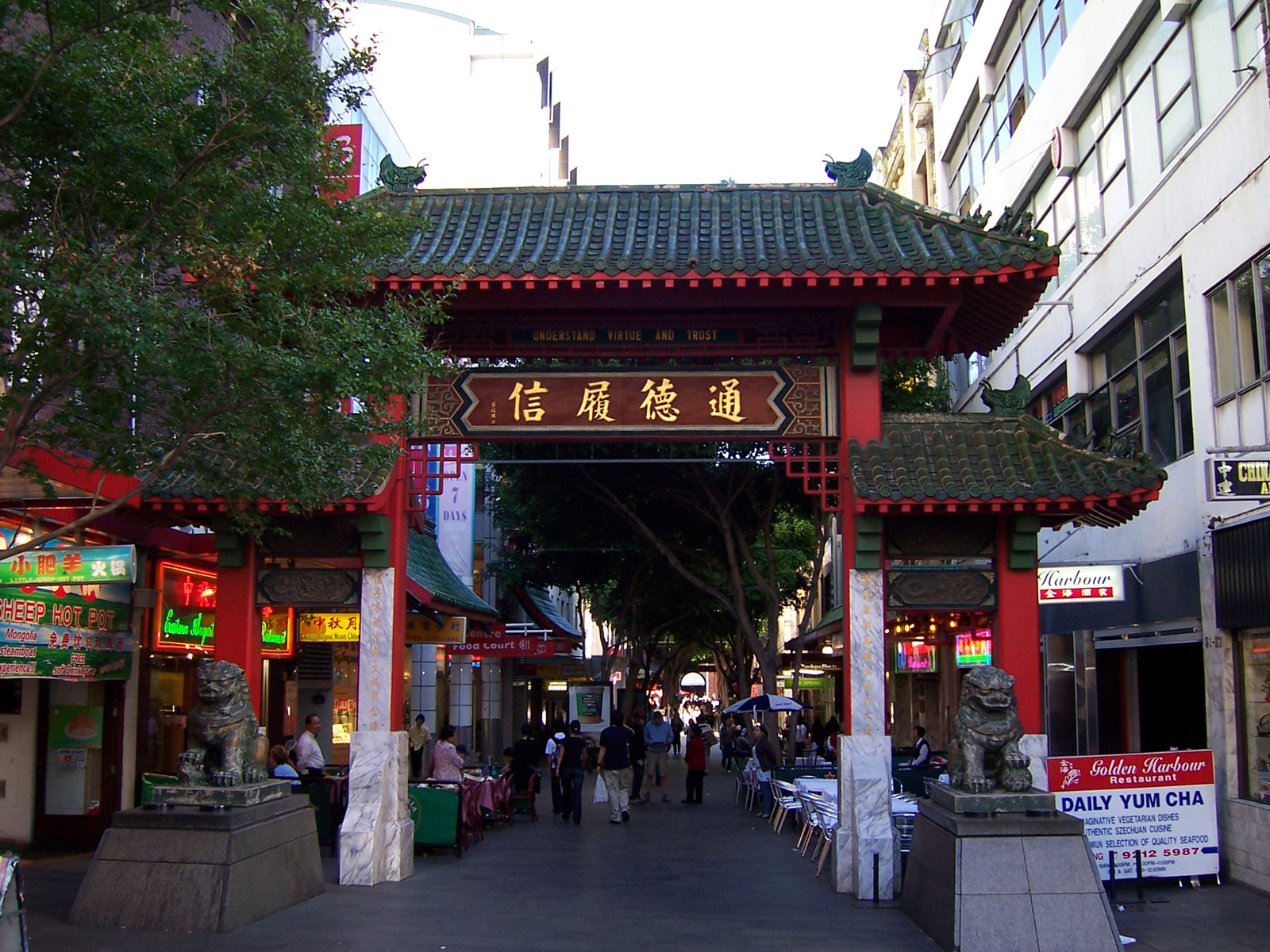
Chinatown i Sydney.

Vid folkräkningen 2001 hade Sydney 3 455 110 invånare. Vid räkningen 2005 var det 4 254 894 invånare som bodde i Storsydney med en befolkningstäthet på 345,7 personer per kvadratkilometer. Sydneys centrum är det mest tätbefolkade området i Australien med hela 4 023 invånare per kvadratkilometer.
Folkräkningen 2001 gav också resultat i de olika etniciteterna i staden. De flesta invånarna var australiensare, engelsmän, irländare och italienare. 1 % av befolkningen härstammade från Australiens urbefolkning, aboriginer, och 31,2 % var födda utomlands. De tre största källorna för immigranter var Storbritannien, Kina och Nya Zeeland. En stor andel invandrare kom också från Vietnam, Libanon, Italien, Indien, Kroatien samt Filippinerna. De flesta invånarna i Sydney har engelska som modersmål, men även kinesiska, arabiska (inkluderat den libanesiska dialekten) och grekiska talas. Sydney har den sjunde högsta procenten utlandsfödda i världen, efter städer som London och Paris.
Några etniciteter är förknippade med förorter där de först bosatte sig: italienare i Leichhardt, Haberfield och Five Dock, greker i Earlwood och Marrickville, libaneser i Lakemba och Bankstown, koreaner i Campsie och Strathfield, makedonier i Rockdale, irländare och nyzeeländare i Bondi, judar i Bondi, Waverley, St Ives och Rose Bay, indier i Westmead och Parramatta, kineser i Hurstville, Chatswood, Ashfield och Haymarket (där Sydneys chinatown ligger), armenier i Ryde och Willoughby, kroater i Liverpool, turkar i Auburn samt vietnameser i Cabramatta.
Medelåldern i Sydney är 34 år, med 12 % av befolkningen som är över 65 år. 15,2 % av befolkningen har en utbildning som motsvarar minst kandidatexamen, vilket är lägre än den nationella medelsiffran på 19 %. Omkring 67 % av invånarna i Sydney ser sig själva som kristna, med de främsta grenarna katoliker eller anglikaner. 9 % av befolkningen utövar en icke-kristen religion, främst buddhism och islam. Buddhismen och islam står för vardera 3,4 % av befolkningens religiösa tillhörigheter. 12 % av befolkningen ser sig inte tillhöra någon religion.
Enligt 2001 års folkräkningar såg sig 29,9 % av invånarna som katoliker, 20,1 % anglikaner, 17,8 % som medlem i annan kristen gren, 3,4 % som buddhister, 3,4 % muslimer, 1,2 % hinduister och 0,8 % judar. 11,9 % har ingen religion.

## Sjukhus
Delstaten New South Wales sköter de allmänna sjukhusen i Sydneys storstadsområde. Administrationen av dessa sjukhus och specialistcentrum handhas av fyra områdesenheter: Sydney South West (SSWAHS), Sydney West (SWAHS), Northern Sydney och Central Coast (NSCCAHS) och South Eastern Sydney och Illawarra (SESIAHS). Det finns också flera privatsjukhus i staden, varav flera sköts av religiösa organisationer.

## Kommunikationer

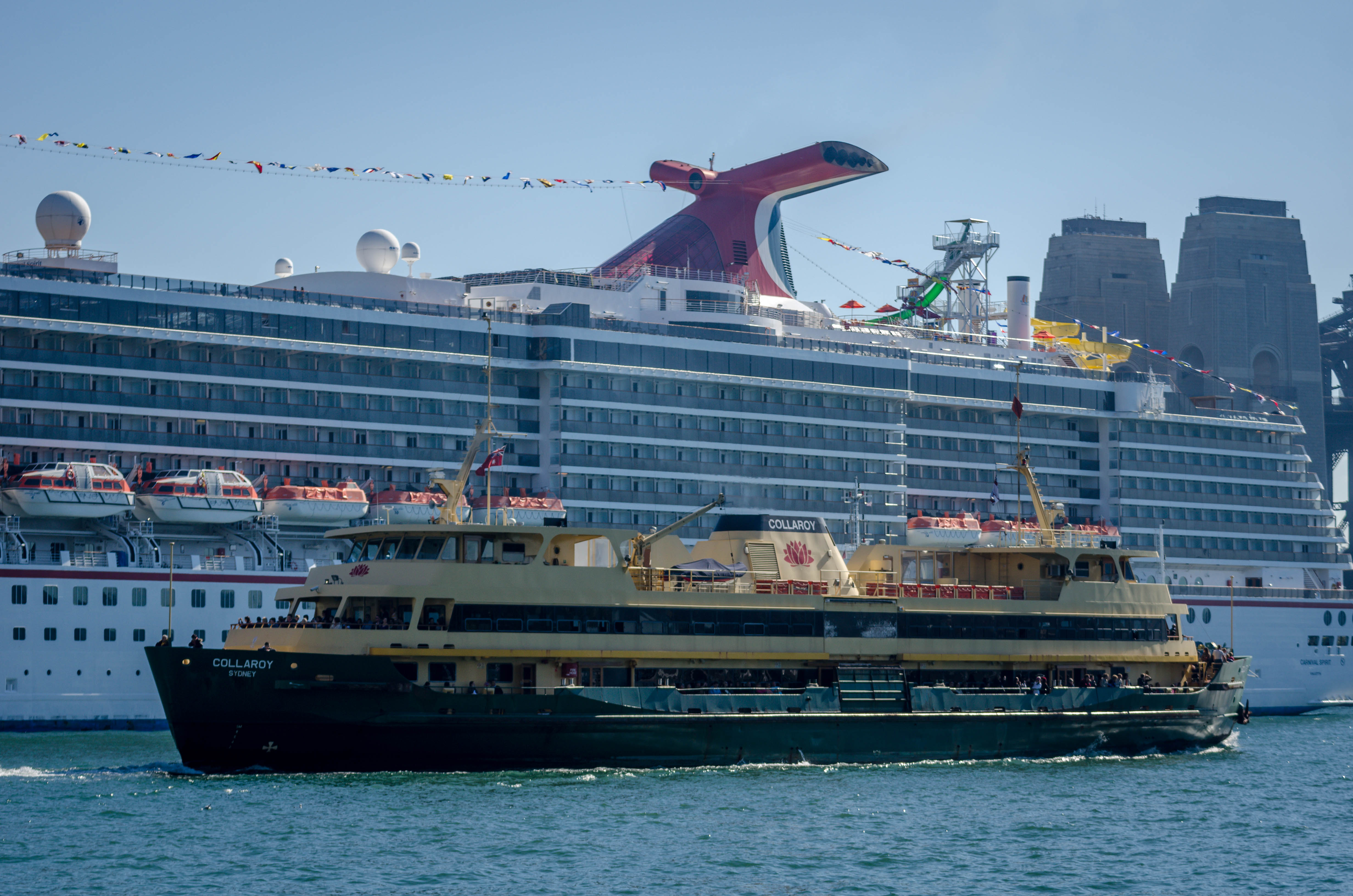
Sydney Ferry i Sydney Harbour.

De flesta invånarna i Sydney reser dagligen med bil på det stora vägnätet med motorvägar och betalvägar. Den viktigaste huvudvägen i stadsområdet bildar Metroadsystemet. Sydney servas också av tåg, taxi, bussar och färjetrafik. Stadens infrastruktur är kraftigt eftersatt vilket menligt inverkar på stadens utveckling. . 

### Sydneys pendeltåg
Sydneys pendeltåg sköts av CityRail och består av ett omfattande nät som breder ut sig till förorterna och har flera underjordiska stationer inne i centrala staden. Ett stort infrastrukturprojekt, Clearways, tros vara klart 2010.

### Sydneys spårväg
Sydney har en privatägd snabbspårvägslinje, Metro Light Rail, som löper från centralstationen till Lilyfield längs ett tidigare godstågräls. Sydney hade en gång ett stort spårvägsnätverk, men detta avvecklades under 1950- till 1960-talet. Bussar kör till de flesta delarna av staden, flera av dessa för att täcka upp de tidigare spårvägslinjerna. 

### Sydneys bussar

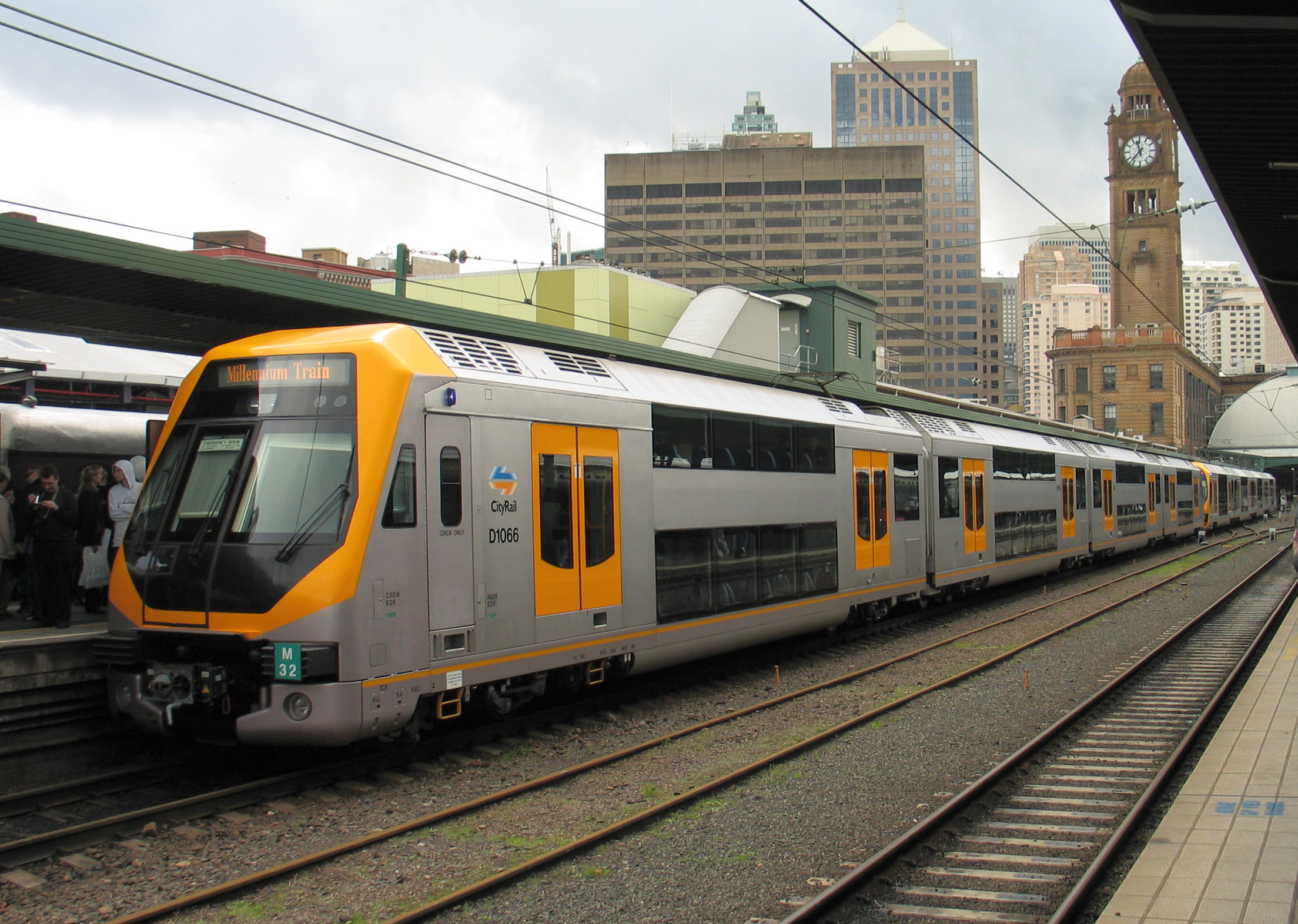
Ett EDI M-set (Millennium)-tåg på Sydneys centralstation.

I staden och de inre förorterna har det delstatsägda Sydney Buses monopol. I de yttre förorterna körs bussarna av flera privata bussbolag. Konstruktion av ett nätverk med stombussar i områden som tidigare inte haft god anslutning till kollektivtrafiken påbörjades 1999, och den första av dessa, Liverpool-Parramatta Rapid Bus Transitway, öppnade i februari 2003.

### Sydneys färjor
I Sydney finns ett system av passagerarfärjor fördelat på 9 linjer från Sydney Harbour och uppströms längs med Parramattafloden. Samtliga linjer utgår från Circular Quay som utgör navet.

### Sydneys flygplatser
Kingsford Smith International Airport, belägen i förorten Mascot, är Sydneys största flygplats, och den äldsta i världen som än idag fungerar som kommersiell flygplats. Pendeltåg trafikerar sträckan mellan flygplatsen och Sydneys centralstation. Den mindre Bankstown Airport, har främst flygningar med privattrafik och hobbyplan. Det finns mindre flygfält vid Hoxton Park och Camden. RAAF Base Richmond ligger nordväst om staden. Frågan om staden behöver ytterligare en internationell flygplats har väckt flera diskussioner. En studie från 2003 tydde på att Kingsford Smith kan klara av Sydneys internationella trafik i 20 år till med ökad trafik. Den slutgiltiga utbyggnaden av flygplatsen kommer att vara avgörande för att klara av den ökande mängden flygningar. Utbyggnationen omfattar även åtgärder för att minska de höga ljudnivåerna kring flygplatsen. Man har köpt land vid Badgerys Creek för en andra flygplats och andra platser har också diskuterats.

## Samhällsservice
Tillhandahållande av vatten till Sydney sköts av Sydney Catchment Authority, en av New South Wales myndigheter. De säljer vatten till Sydney Water och andra statligt ägda samhällsorgan inom vattenbranschen. Vattnet i Sydneys nederbördsområde förvaras huvudsakligen i dammar; Upper Nepean Scheme, Blue Mountains, Woronora Dam, Warragamba Dam och Shoalhaven Scheme är några exempel. Historiskt sett har låga nederbördsmängder lett till restriktioner i användandet av vatten, och därför undersöker nu myndigheterna i New South Wales alternativa vattentillgångar: återanvändande av icke-industriellt restvatten och ett osmos-reningsverk för att omvandla havsvatten till dricksvatten.
Det finns tre naturgas- och elektricitetföretag som verkar i Sydney: Energy Australia, AGL och Integral Energy. Det finns också en rad telekommunikationsföretag som försörjer Sydney med mobil- och fast telefoni.

Ett panorama över Sydneys hamn på natten, med Sydney Opera House till vänster, det centrala affärsdistriktet i mitten och Sydney Harbour Bridge till höger.

## Utbildning

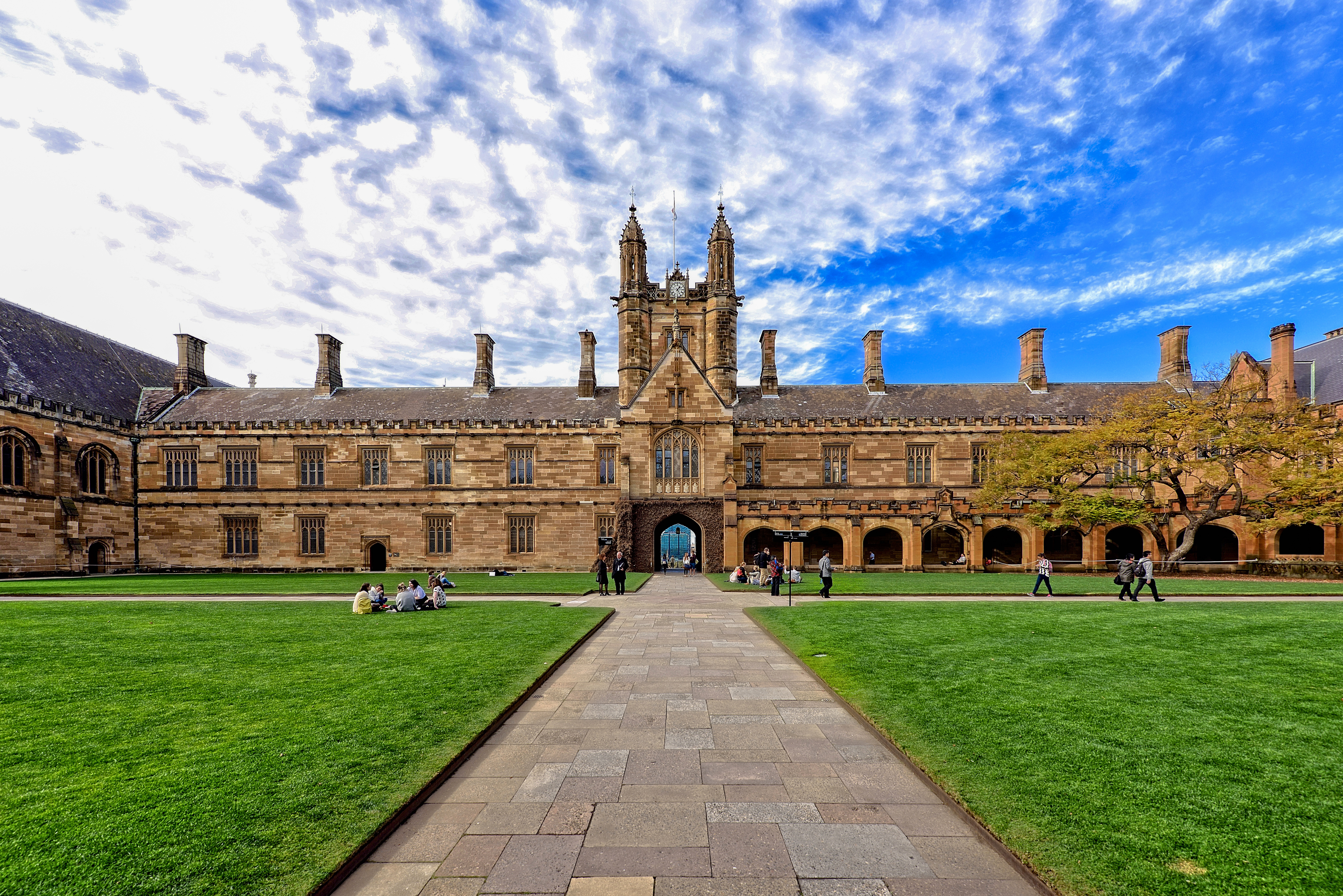
University of Sydney har funnits sedan 1850 och är Australiens äldsta universitet.

Sydney har flera av Australiens främsta universitet, och här finns också Australiens första universitet, University of Sydney, grundat 1850. Det finns fem andra allmänna universitet som sköts främst i Sydney: University of New South Wales, Macquarie University, University of Technology, Sydney, University of Western Sydney och Australian Catholic University (två av totalt sex campus). Andra universitet som sköter verksamheten i Sydney sekundärt är University of Notre Dame Australia och University of Wollongong.
Technical and Further Education (TAFE) bedriver fyra institut i Sydney, vilka erbjuder professionell utbildning: Sydney Institute of Technology, Northern Sydney Institute of TAFE, Western Sydney Institute of TAFE och South Western Sydney Institute of TAFE.
Sydney har kommunala skolor, religiösa och friskolor. De kommunala, inklusive förskolor, sköts av New South Wales Department of Education and Training. Det finns fyra statsadministrerade skolområden i Sydney, som tillsammans har 919 skolor.

## Kultur

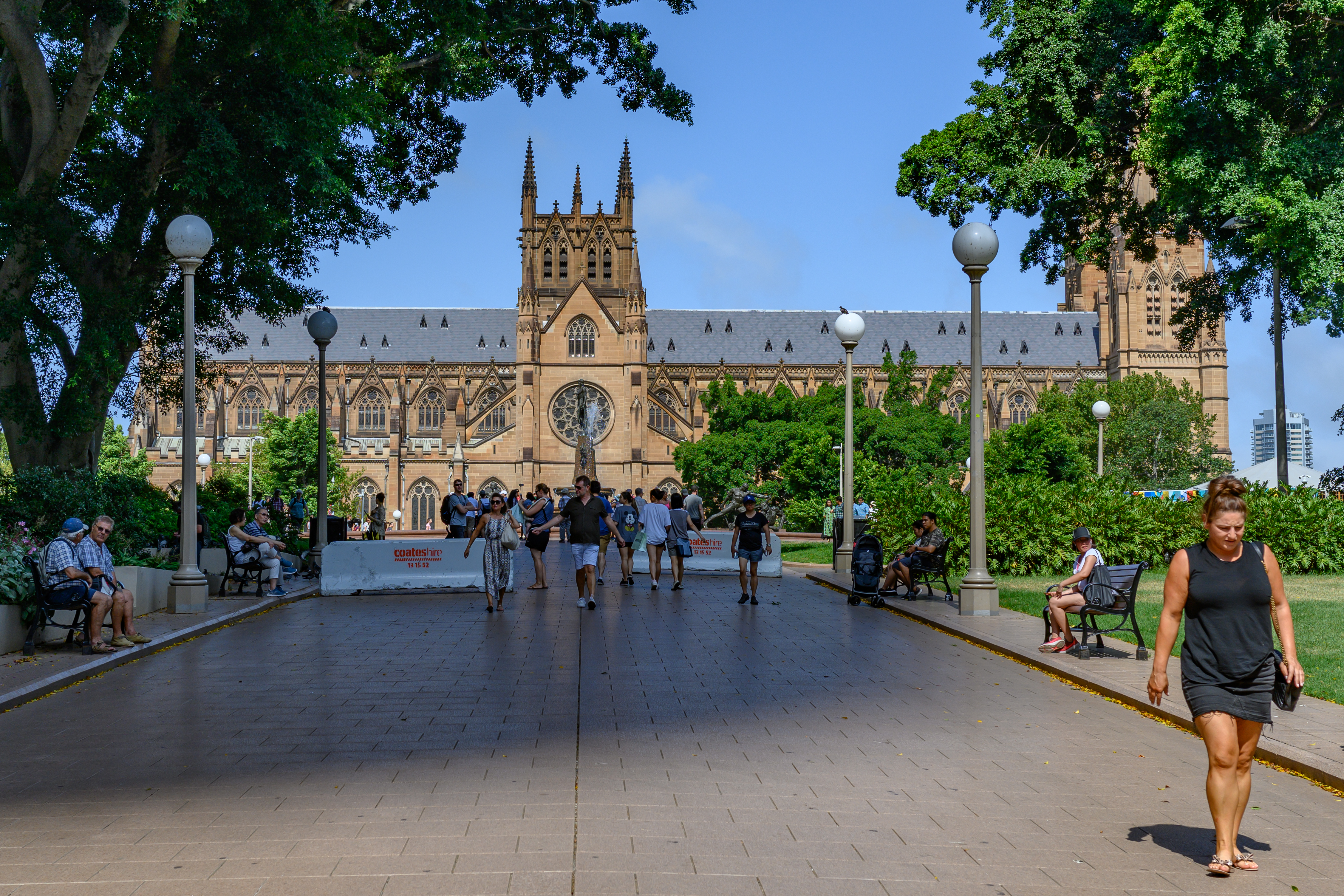
The Cathedral Church and Minor Basilica of the Immaculate Mother of God.

### Konst och underhållning

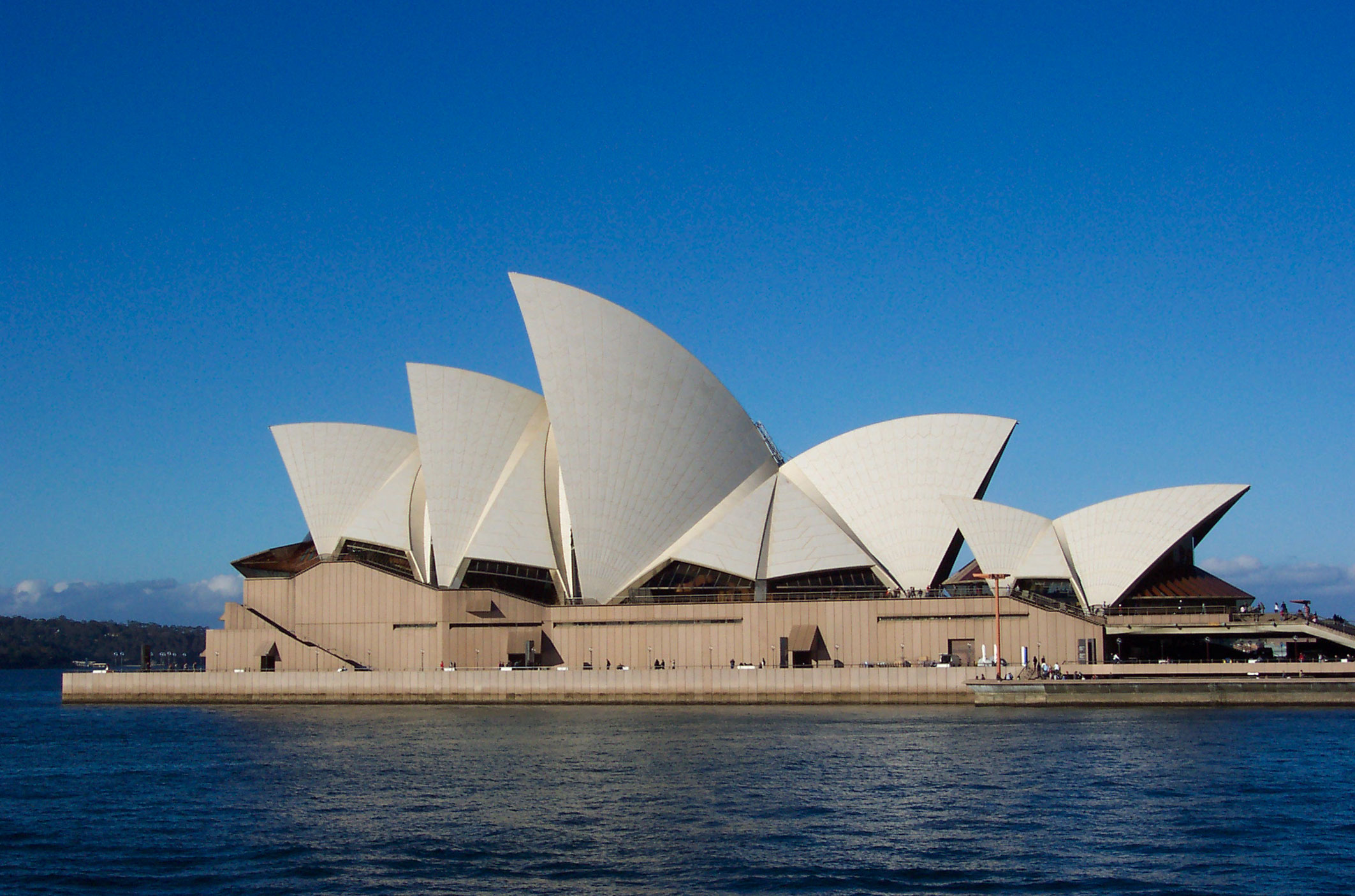
Operahuset.

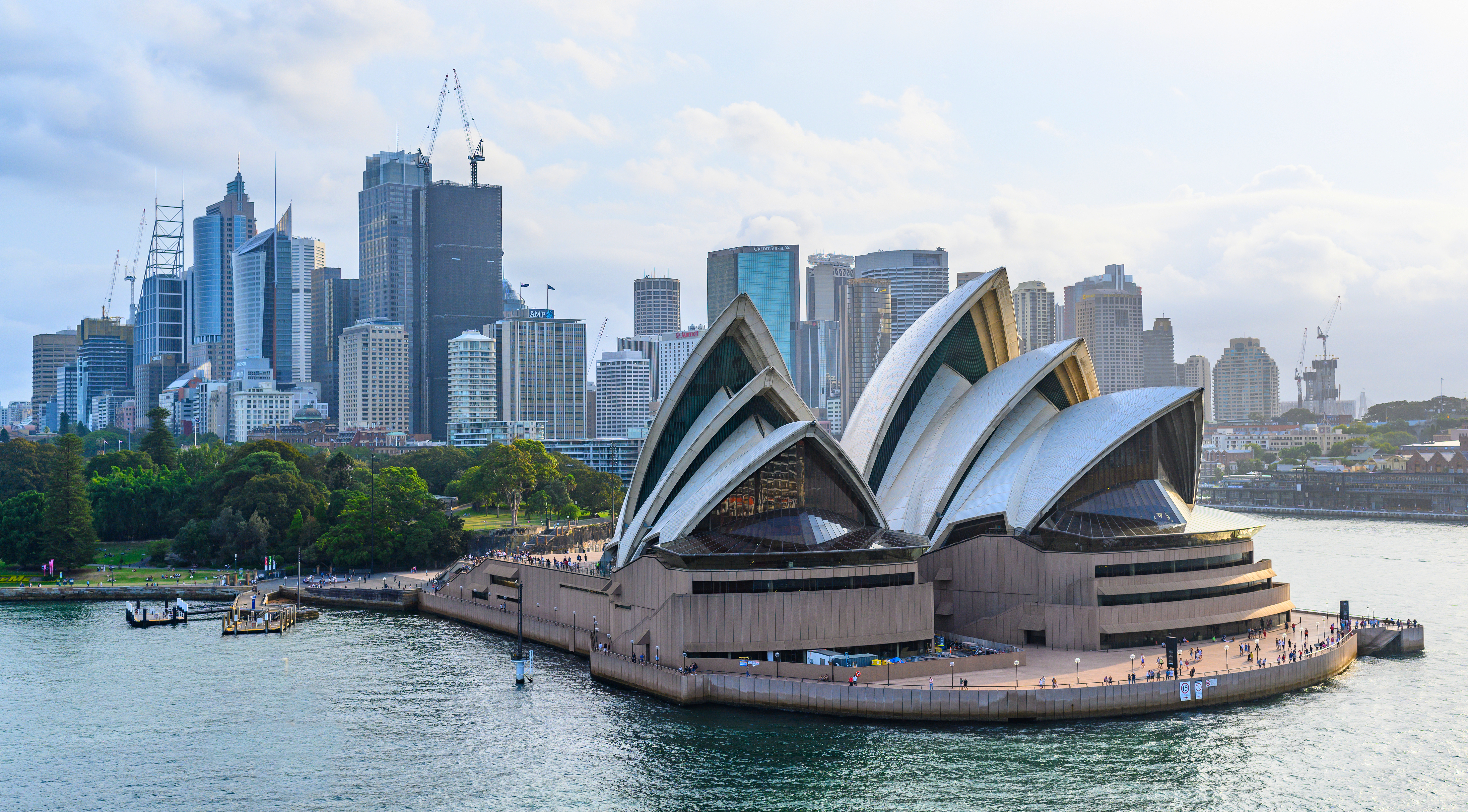
Operahuset mot bakgrund av staden.

Sydney har en stor variation kulturplatser och institutioner. Sydneys berömda operahus har teatrar; det är hemvist för Opera Australia,v det tredje största operaföretaget i världen, och Sydneys symfoniorkester. Andra platser inkluderar Sydney Town Hall, City Recital Hall, Statsteatern och the Wharf Theatre.
Sydney Dance Company, under ledning av Graeme Murphy under 1900-talet, var också hyllat. Sydney Theatre Company har flera uppsättningar av lokala pjäser och berömda dramatiker som David Williamson, samt flera klassiska och internationella dito. Andra viktiga teaterbolag i Sydney är Company B och Griffin Theatre Company. Från 1940-talet fram till 1970-talet influerades stadens kulturliv av Sydney Push, en grupp politiska aktivister och författare, bland andra Germaine Greer.
National Institute of Dramatic Art, baserat i Kensington, har flera internationellt kända tidigare elever som Mel Gibson, Baz Luhrmann och Cate Blanchett. Sydneys roll inom filmindustrin har ökat sedan Fox Studios Australia öppnade här 1998. Kända filmer som filmats i staden är bland annat Moulin Rouge!, Mission: Impossible II, Star Wars: Episod II – Klonerna anfaller och Star Wars: Episod III – Mörkrets hämnd, Superman Returns, Dark City och Matrix. Andra filmer som har anknytning till Sydney är Hitta Nemo, Strictly Ballroom, Muriels bröllop och Dirty Deeds. 2006 hade över 229 filmer blivit filmade, regisserade, eller på annat sätt producerade i Sydney.
Sydney har flera olika festivaler och några av Australiens största sociala och kulturella föreställningar. Bland dessa finns Sydney Festival, Australiens största festival vilken firas både inom- och utomhus under januari; Big Day Out, en resande rockmusikfestival vilken ursprungligen kom från Sydney; Sydney Gay & Lesbian Mardi Gras längs Oxford Street; Sydney Film Festival och flera mindre festivaler som Tropfest och Archibald Prize, en tävling organiserad av New South Wales konstgalleri. Royal Easter Show, vilket är Australiens största festival, hålls varje år i Sydney Olympic Park, och Australian Fashion Week hålls i april. Sydneys nyårsfirande och Australia Day har också flest besökare i Australien. Staden var värdstad för Världsungdomsdagen år 2008.
Australiska musikgrupper, vilka bildats i Sydney är bland andra AC/DC, Rose Tattoo, Midnight Oil, INXS, Hoodoo Gurus, Radio Birdman, You Am I, The Cruel Sea, Wolfmother, The Clouds, The Crystal Set, samt flera andra musikgrupper.
Sydneys främsta nattlivsställen finns vid Kings Cross, Oxford Street, Darling Harbour, Circular Quay och The Rocks, vilka alla har barer, nattklubbar och restauranger. Star City Casino är Sydneys främsta kasino och ligger nära Darling Harbour. Det finns också flera traditionella pubar, kaféer och restauranger i innerstadsområden om Newtown, Balmain och Leicchardt. De lokala livemusiksställena i Sydney har minskat under det senaste decenniet på grund av hårdare regler på ljudvolym. Det finns dock fortfarande flera scener, främst i de inre stadsdelarna eller förorterna, där livemusik spelas. Försök har gjorts för att återskapa det lokala musiklivet i Sydney som en gång fanns, främst under 1970- och 1980-talen.

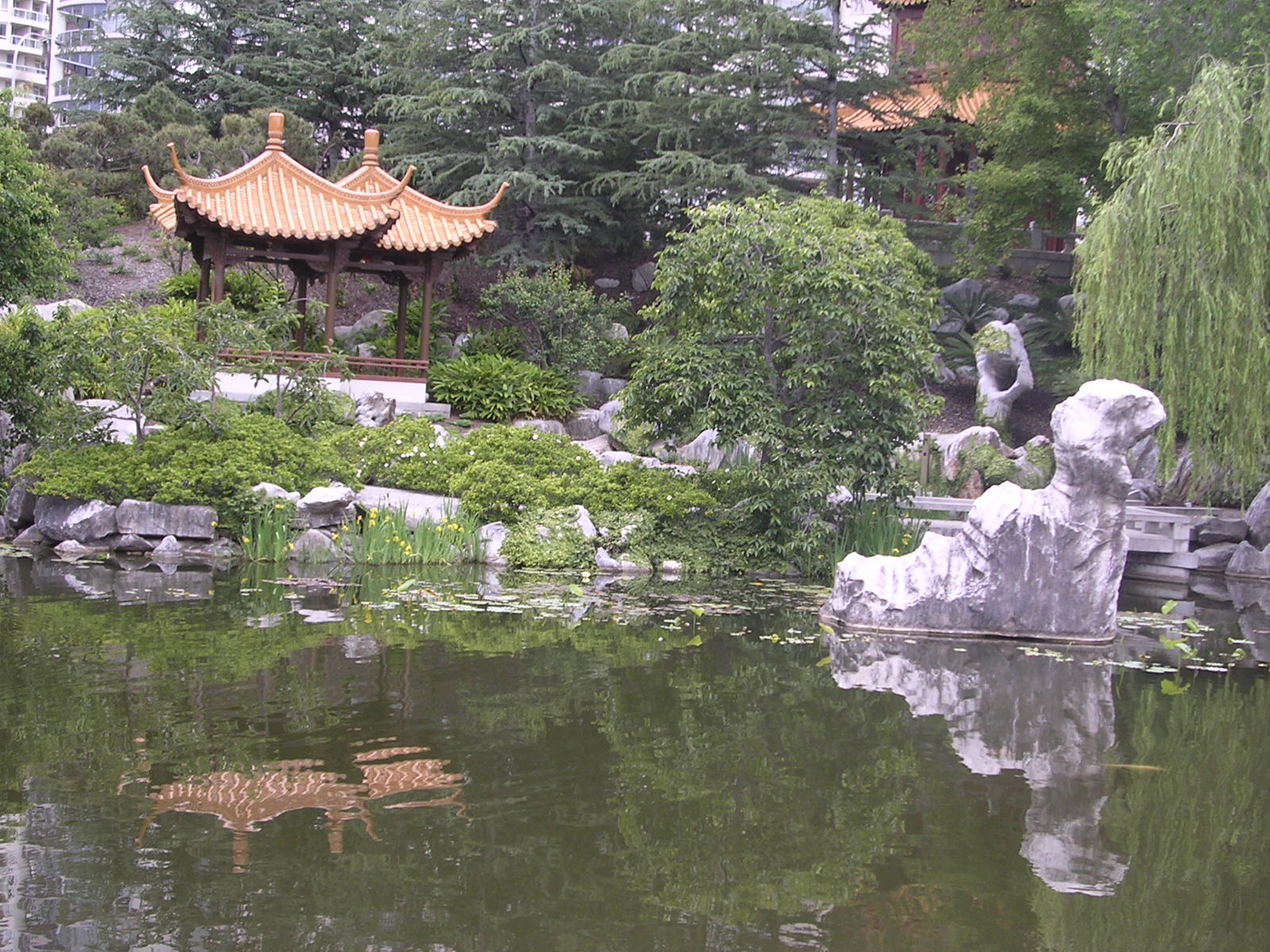
Chinese Garden of Friendship.

I Sydney finns flera shoppingcenter och varumärksaffärer. Westfield Parramatta är för närvarande det största shoppingcentrumet i Southern Hemisphere, och Westfield Bondi Junction är ett shoppingcentrum i de östra förorterna. Queen Victoria Building på George Street har också flera affärer, liksom kring Pitt Street och Oxford Street. Flera av de stora regionala centrumen i storstadsområdet har stora shoppingkomplex.
Sydney har flera museer. De största är Australian Museum, Powerhouse Museum, Art Gallery of New South Wales, Museum of Contemporary Art och Australian National Maritime Museum.
Det finns flera parker i Sydney och flera naturområden i de centrala delarna av staden. I affärsdistriktet finns Chinese Garden of Friendship, Hyde Park, The Domain och Royal Botanical Gardens. Storstadsområdet har flera nationalparker, bland annat Royal National Park, den näst äldsta nationalparken i världen. Flera parker finns också i Sydneys sydvästligaste delar, vilka är en del av Greater Blue Mountains Area, ett av världsarven.

### Sport
I Sydney finns Australian Rugby Leagues huvudkontor och här finns också 9 av de 16 National Rugby League (NRL)-lagen (Sydney Roosters, South Sydney Rabbitohs, Parramatta Eels, Cronulla Sharks, Wests Tigers, Penrith Panthers, Canterbury Bulldogs och Manly-Warringah Sea Eagles), tillsammans med den norra delen av st George Illawarra Dragons (laget är också halvbaserat i Wollongong). ANZ Stadium i Sydney är arenan för NRL:s slutfinal.

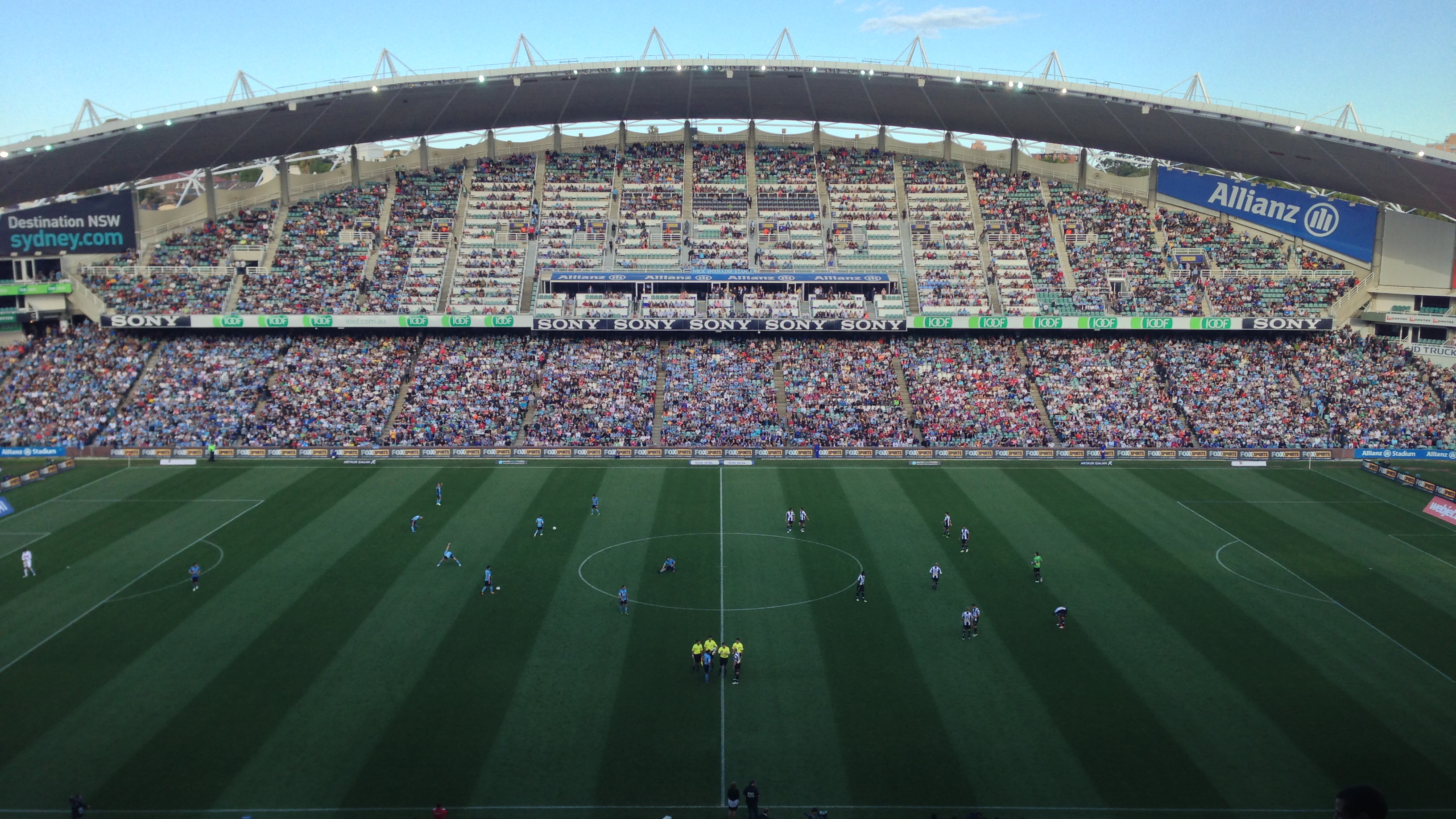
Allianz Stadium strax före en fotbollsmatch mellan Sydney FC och Newcastle Jets.

Den första rugby unionsklubben grundades i Sydney University 1864, och 1882 hölls den första matchen mot Queensland. Idag spelar statens lag, New South Wales Waratahs i Super Rugby. Sydney ställde också upp med de två lagen Sydney Fleet och Western Sydney Rams i Australian Rugby Championship 2006. Traditionella klubbtävlingar är bland annat Shute Shield. Sydney är också ofta värdstad för Wallabies internationals.
Förutom rugbyfotboll har Sydney lag i de flesta nationella mästerskapen, Sydney Swans (AFL), Sydney FC (A-League), Sydney Kings och West Sydney Razorbacks (NBL), Sydney Uni Flames (WNBL), Sydney Blues (ABL) och Sydney Swifts i Australiens netballs Commonwealth Bank Trophy och New South Waleslaget New South Wales Blues (first-class cricket). National Rugby League, Football Federation Australia och Australian Rugby Union har alla sina huvudkontor i Sydney.
Sydney var värdstad för de Brittiska imperiespelen 1938 och Olympiska sommarspelen 2000. Sydneys mest kända sportområden inkluderar Sydney Olympic Park vilket består av Telstra Stadium, där bland annat NRL:s slutfinal och Rugby League State of Origin hålls. I stadion hölls också finalen för Världsmästerskapen i rugby 2003. Förutom Telstra Stadium har Sydney Olympic Park andra sportfaciliteter, som en friidrottsanläggning, hockeyrink, bågskyttecenter, simhall, tennishall och två inomhusarenor (varav en är Acer Arena). Det finns många andra sportfaciliteter spridda över staden som också användes under de olympiska spelen 2000. Sydney Football Stadium (Allianz Stadium), även känd som Aussie Stadium, har lag som Sydney Roosters, Sydney FC och NSW Waratahs, och den närliggande Sydney Cricket Ground har varit plats för flera sporter under århundradet, men är främst bas för cricket och australisk fotboll i staden. Sydney Swans spelar de flesta av deras hemmamatcher på Sydney Cricket Ground. Det finns också flera övriga sportarenor och fotbollsplaner runt staden, varav flera använts för professionella mästerskap som National Rugby League.

## Sevärdheter

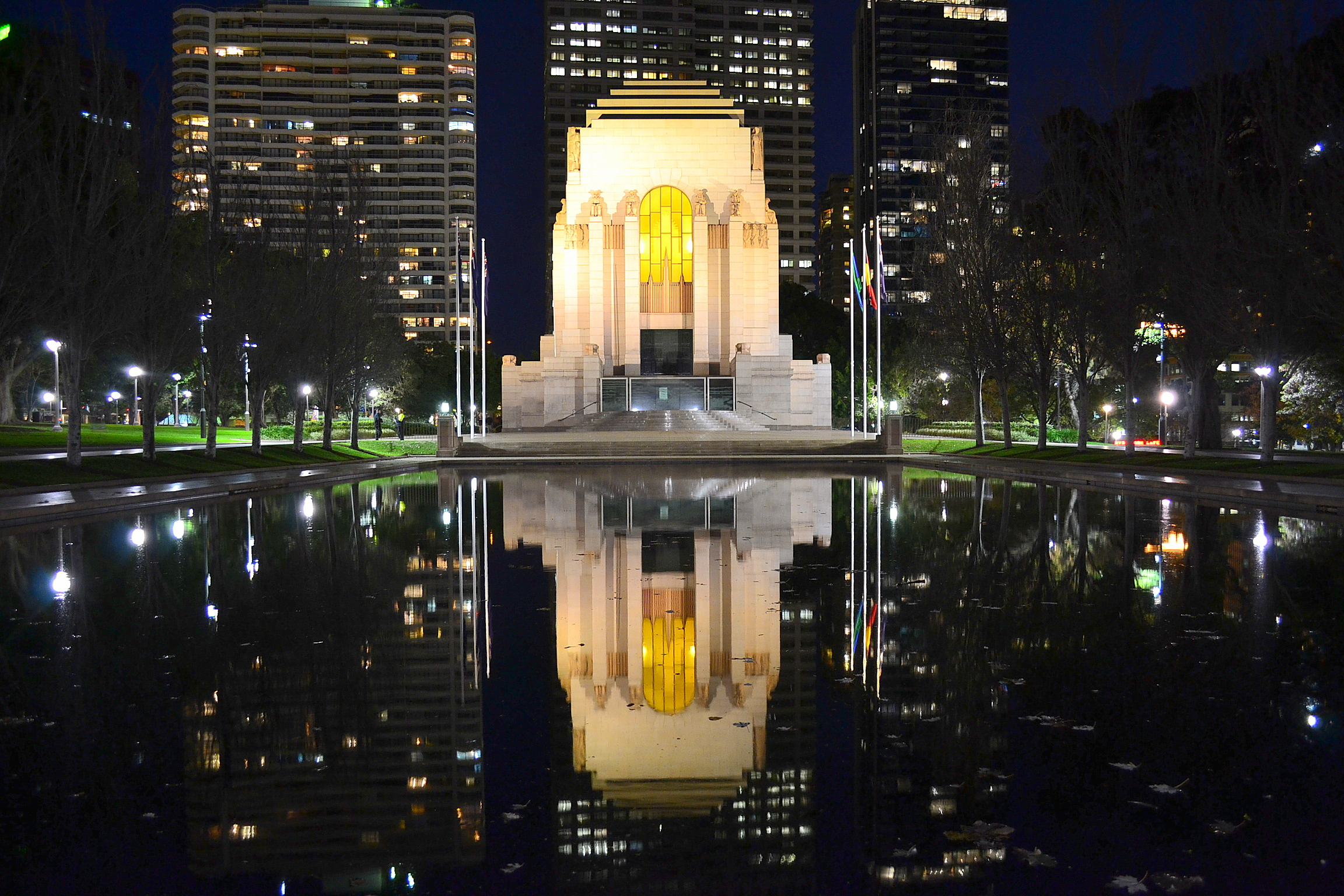
Anzac Memorial i Hyde Park, Sydney.

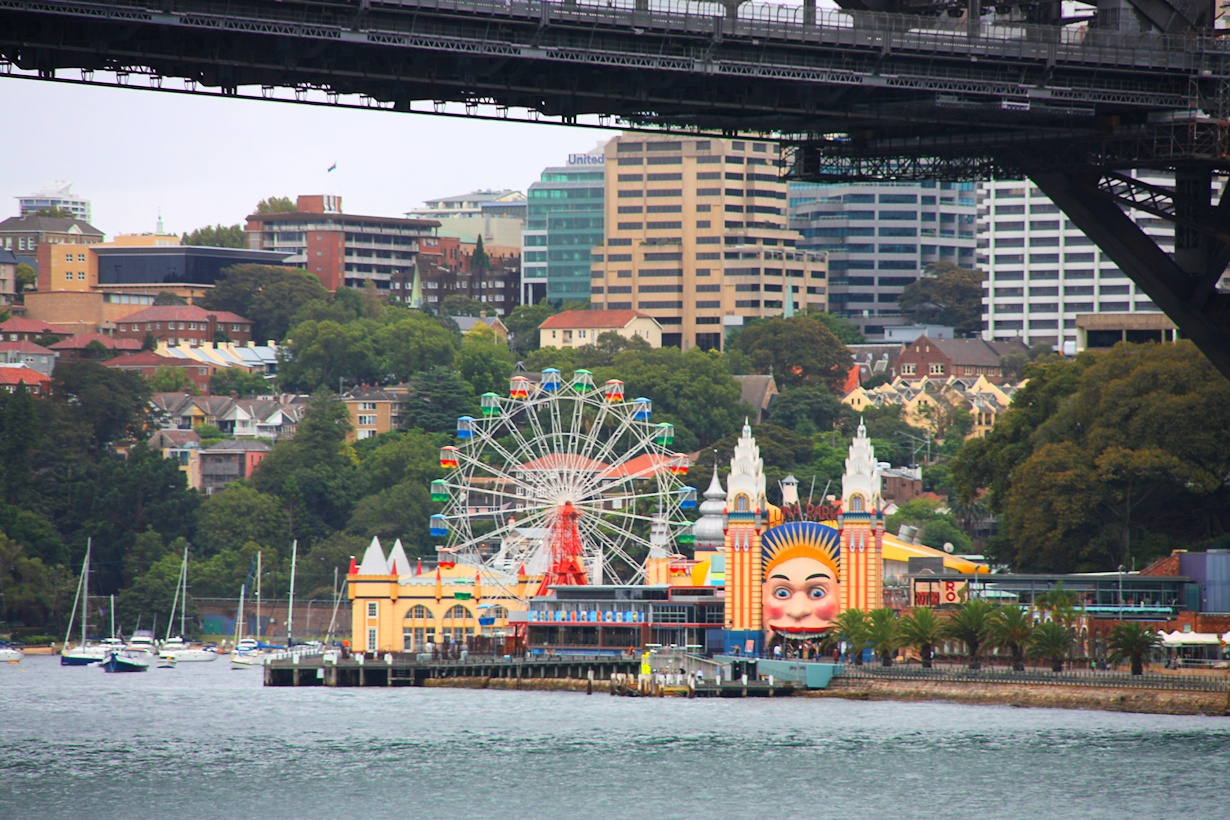
Nöjesparken Luna Park på norra sidan av brofästet för Sydney Harbour Bridge.

- Argyle Cut

### Aboriginal Fine Art Prints
Aboriginal Fine Art Prints är ett konstmuseum över sällsynta grafiska och informativa upplagor. Museet har också de dyraste verk av australiensiska konstnärer.

### Acer Arena
Acer Arena är Australiens största inomhus underhållningarena och sportplats med över 21000 sittplatser. Här hålls konserter, is-föreställningar, bilshower m.m.

### Anzac-bron
Anzac-bron är en bro som färdigställdes 1996 och knyter samman Pyrmont och Rozelle över Johnston-bukten. Bron är 345 meter lång, den största kabelbron i Australien, och den ger vackra utsikter över staden. Bron har en australiensisk flagga i östra tornet, nyzeeländsk flagga i västra tornet och en bronsstaty föreställande en soldat.

### Anzac Memorial
Anzac Memorial är ett minnesmärke i Hyde Park för att hedra australiensiska och nyzeeländska soldater som tjänstgjorde i andra världskriget. I minnesmärket finns en bronsstaty, 120,000 små stjärnor inristade i marmor och en evigt brinnande låga.